# Svartsjön (Hamrånge socken, Gästrikland, 676728-155918)
Svartsjön är en sjö i Gävle kommun i Gästrikland och ingår i Skärjåns huvudavrinningsområde. Sjön har en area på 0,0684 kvadratkilometer och ligger 64 meter över havet.

## Delavrinningsområde
Svartsjön ingår i det delavrinningsområde (676939-155989) som SMHI kallar för Utloppet av Björkången. Medelhöjden är 69 meter över havet och ytan är 15,7 kvadratkilometer. Räknas de 51 avrinningsområdena uppströms in blir den ackumulerade arean 239,65 kvadratkilometer. Avrinningsområdets utflöde Skärjån (Tönsån) mynnar i havet. Avrinningsområdet består mestadels av skog (75 procent). Avrinningsområdet har 2,72 kvadratkilometer vattenytor vilket ger det en sjöprocent på 17,3 procent.